# Agapetus marlo
Agapetus marlo är en nattsländeart som beskrevs av Milne 1936. Agapetus marlo ingår i släktet Agapetus och familjen stenhusnattsländor. Inga underarter finns listade i Catalogue of Life.